# Área metropolitana de Grand Rapids-Wyoming
El área metropolitana de Grand Rapids o Área Estadística Metropolitana de Grand Rapids-Wyoming, MI MSA como la denomina oficialmente la Oficina de Administración y Presupuesto, es un Área Estadística Metropolitana centrada en la ciudad de Grand Rapids, en el estado estadounidense de Míchigan. El área metropolitana tiene una población de 774.160 habitantes según el Censo de 2010, convirtiéndola en la 69.º área metropolitana más poblada de los Estados Unidos.

## Composición
Los 4 condados que componen el área metropolitana y su población según los resultados del censo 2010:
- Barry– 59.173 habitantes
- Ionia– 63.905 habitantes
- Kent– 602.622 habitantes
- Newaygo– 48.460 habitantes

## Principales comunidades del área metropolitana
Ciudades principales
- Grand Rapids
- Wyoming

Otras comunidades con más de 20.000 habitantes
- Allendale Charter Township
- Byron Township
- Gaines Charter Township
- Georgetown Charter Township
- Holland
- Holland Charter Township
- Kentwood
- Muskegon
- Norton Shores
- Plainfield Charter Township
- Walker

## Área Estadística Metropolitana Combinada
El área metropolitana de Grand Rapids-Wyoming es parte del Área Estadística Metropolitana Combinada de Grand Rapids – Muskegon – Holland, MI CSA junto con:
- El Área Estadística Metropolitana de Holland-Grand Haven, MI MSA, situada en el condado de Ottawa con 263.801 habitantes;
- El Área Estadística Metropolitana de Muskegon-Norton Shores, MI MSA, situada en el condado de Muskegon con 172.188 habitantes; y
- El Área Estadística Metropolitana de Allegan, MI µSA, situada en el condado de Allegan con 111.408 habitantes;

totalizando 1.321.557 habitantes en un área de 20.240 km².